# Santi Marín
Santiago Marín Suárez, más conocido como Santi Marín o Santiago Marín (Valladolid, 12 de octubre de 1983) es un actor español de teatro, cine y televisión, conocido por sus trabajos en la series de televisión Desaparecida, Imperium, y Olmos y Robles, que desarrolla su carrera profesional entre España y Argentina.

## Biografía
Licenciado en la Real Escuela Superior de Arte Dramático de Madrid, es seleccionado por Katrina Bayonas en el grupo Caras Nuevas de la agencia de representación de actores Kuranda en el año 2005 y empieza a trabajar en algunos episodios de series como Aquí no hay quien viva, El comisario, Al filo de la ley, hasta que en el año 2007 consigue su primer personaje fijo en la serie Desaparecida de RTVE con actores como Luisa Martín, Carlos Hipólito y Miguel Ángel Solá. En 2008 debuta en el teatro profesional en Como abejas atrapadas en la miel de Esteve Ferrer, al que siguen Hamlet y Medea (en el Festival de Teatro Clásico de Mérida), ambas dirigidas por Tomaz Pandur. Ese mismo año forma parte del elenco de la versión española de la serie argentina Lalola para Antena3.  En 2009 protagoniza junto a su compañera de la RESAD, la actriz Bárbara Lennie la obra El trío en mi bemol de Eric Rohmer.
Más adelante empieza a trabajar en obras como Algo de ruido hace, Breve ejercicio para sobrevivir (donde coincide nuevamente con Bárbara Lennie) y Siempre me resistí a que terminara el verano todas ellas dirigidas por Lautaro Perotti. También vuelve a trabajar a las órdenes de Tomaz Pandur en La caída de los dioses. Se marcha a Buenos Aires y sigue formándose con maestros como Verónica Oddó o Claudio Tolcachir (este último lo dirigirá también en Jamón del diablo y Anacrónicas). En 2012 vuelve a España para trabajar en la serie Imperium, producida por Bambú (realizada en Madrid y en los Estudios Cinecittá de Roma). Seguirá compaginando trabajos entre Madrid y Buenos Aires. En 2015 entra a formar parte del elenco de Antígona dirigida por Miguel del Arco y regresa a la pequeña pantalla como Lucas Lucky Mellado en la serie de TVE Olmos y Robles. 
En cine ha trabajado en las películas Mala muerte (Vicente Pérez Herrero), Anagramas (Santiago Giralt) y en el cortometraje Jacobo (David del Águila), con el que recibió el Premio Mejor interpretación en el XI Festival Internacional de Cortometrajes ''Almería en corto''.
En el 2022 entra con un papel de psicólogo en la serie de RTVE "Servir y Proteger" cuando se inicia la séptima temporada de esta exitosa serie diaria.

## Filmografía

### Televisión
| Año         | Título                 | Canal       | Personaje             | Notas         |
| ----------- | ---------------------- | ----------- | --------------------- | ------------- |
| 2005        | Al filo de la ley      | La 1        | Daniel Núñez          | 1 episodio    |
| 2005        | Aquí no hay quien viva | Antena 3    | Mario                 | 1 episodio    |
| 2006        | El comisario           | Telecinco   |                       | 1 episodio    |
| 2007        | R.I.S. Científica      | Telecinco   | Manuel Arias          | 1 episodio    |
| 2007 - 2008 | Desaparecida           | La 1        | Rubén                 | 13 episodios  |
| 2008        | M.I.R.                 | Telecinco   |                       | 1 episodio    |
| 2008        | Dos de Mayo            | La 1        |                       | 1 episodio    |
| 2008 - 2009 | Lalola                 | Antena 3    | Nicolás "Nico" Aboy   | 132 episodios |
| 2012        | Imperium               | Antena 3    | Libo                  | 6 episodios   |
| 2013        | Cuéntame como pasó     | La 1        | Barrabás              | 1 episodio    |
| 2014        | Ciega a citas          | Cuatro      | José María            | 4 episodios   |
| 2014        | Guapas                 | Canal 13    |                       |               |
| 2015        | Olmos y Robles         | La 1        | Lucas "Lucky" Mellado | 8 episodios   |
| 2018        | Simona                 | Eltrece     | Lucio Laprida         |               |
| 2019        | El host                | Fox Channel | Esteban               |               |
| 2022 - 2023 | Servir y proteger      | La 1        | Fabián Soto           | 104 episodios |

### Largometrajes
- Mala muerte, como Richy. Dir. Vicente Pérez Herrero) (2009)
- Anagramas, como Chicho. Dir. Santiago Giralt (2014)

### Cortometrajes
- Jacobo, como Jacobo. Dir. David del Águila (2012).

## Teatro
- Como abejas atrapadas en la miel. Dir. Esteve Ferrer (2008)
- El trío en mi bemol. Dir. Antonio Rodríguez (2009)
- Hamlet. Dir. Tomaz Pandur (2009)
- Medea. Dir. Tomaz Pandur (2009)
- La caída de los dioses. Dir. Tomaz Pandur (2011)
- Algo de ruido hace. Dir. Lautaro Perotti (2011)
- Breve ejercicio para sobrevivir. Dir. Lautaro Perotti (2013-2014)
- Jamón del Diablo. Dir. Claudio Tolcachir (2013-2014)
- Anacrónicas. Dir. Claudio Tolcachir (2014)
- Antígona. Dir. Miguel del Arco (2015)
- Siempre me resistí a que terminara el verano. Dir. Lautaro Perotti (2015)
- Los hilos de Vulcano. Dir. Marta Torres (2016)
- Próximo. Dir Claudio Tolcachir
- Cronología de las bestias. Dir. Lautaro Perotti. (2018)
- El martirio de San Sebastián. Dirección escénica de La Fura dels Baus . (2019)

Como director:
- El intérprete, de Factoría Madre Constriktor, codirigido con Lautaro Perotti (2013-2016).

## Premios y candidaturas
XI Festival Almería en corto
| Año  | Categoría                        | Película | Resultado |
| ---- | -------------------------------- | -------- | --------- |
| 2012 | Premio a la Mejor Interpretación | Jacobo   | Ganador   |